# Lovington
Lovington település az Amerikai Egyesült Államok Új-Mexikó államában, Lea megyében, melynek megyeszékhelye is. Lakosainak száma 11 668 fő (2020. április 1.).

## Népesség
A település népességének változása:

| 2010 | 11 009 |
| 2020 | 11 668 |